# API management
Vous êtes invité à donner votre avis sur cette page de discussion, de manière argumentée en vous aidant notamment des critères d’admissibilité ou en présentant des sources extérieures et sérieuses.  
Après avoir apposé le modèle {{Admissibilité}} sur une page, suivez les étapes expliquées sur Wikipédia:Débat d'admissibilité/Aide :
| 1. | Créez la page de débat d'admissibilité.                                                                      | Sauvegardez d’abord la page pour l’initialiser puis indiquez votre motivation.        |
| 2. | Important : ajoutez une entrée dans la section Débat d'admissibilité du jour.                                | Utilisez ce texte : *{{L\|API management}}                                            |
| 3. | Pensez à informer les contributeurs principaux de la page et les projets associés lorsque cela est possible. | Utilisez ce texte : {{subst:Avertissement débat d'admissibilité\|API management}}~~~~ |

En informatique, l'API management (ou gestion d'API) est une discipline qui consiste à exploiter au mieux les API sans mettre en péril le système d'information et sans affecter l’expérience utilisateur.
L’API Management regroupe l’ensemble des procédures, technologies et équipes chargées de la publication sécurisée d’API dans une entreprise. Il peut s’agir d’API internes au système d’information ou externes destinées à des partenaires,. C'est une évolution liée à la mise en pratique de SOA.